# Campionati del mondo di mountain bike - Cross country femminile Juniores
Il Cross country femminile Juniores è uno degli eventi inseriti nel programma dei campionati del mondo di mountain bike. Si corre dall'edizione 1996.

## Albo d'oro
| Anno | Vincitrice             | Seconda            | Terza                   |
| ---- | ---------------------- | ------------------ | ----------------------- |
| 1996 | Helena Eriksson        | Emelie Ohrstig     | Sonja Morf              |
| 1997 | Cecilia Potts          | Helena Eriksson    | Anna Szafraniec         |
| 1998 | Cécile Rode            | Sévérine Hansen    | Sandrine Guironnet      |
| 1999 | Anna Szafraniec        | Lea Flückiger      | Sonja Traxel            |
| 2000 | Sonja Traxel           | Maja Włoszczowska  | Nicole Cooke            |
| 2001 | Nicole Cooke           | Maja Włoszczowska  | Julie Pesenti           |
| 2002 | Lisa Mathison          | Elisabeth Osl      | Petra Bublová           |
| 2003 | Lisa Mathison          | Eva Lechner        | Almut Grieb             |
| 2004 | Nathalie Schneitter    | Laura Metzler      | Tereza Huříková         |
| 2005 | Tereza Huříková        | Hanna Klein        | Tanja Žakelj            |
| 2006 | Tanja Žakelj           | Julie Krasniak     | Nadja Roschi            |
| 2007 | Alla Boyko             | Jitka Skarnitzlová | Julie Bresset           |
| 2008 | Laura Abril            | Barbara Benko      | Mona Eiberweiser        |
| 2009 | Pauline Ferrand-Prévot | Michelle Hediger   | Candice Neethling       |
| 2010 | Pauline Ferrand-Prévot | Yana Belomoina     | Helen Grobert           |
| 2011 | Linda Indergand        | Lena Putz          | Julia Innerhofer        |
| 2012 | Andrea Waldis          | Sofia Wiedenroth   | Lena Putz               |
| 2013 | Alessandra Keller      | Émilie Collomb     | Sarah Bauer             |
| 2014 | Nicole Koller          | Malene Degn        | Sina Frei               |
| 2015 | Martina Berta          | Evie Richards      | Nicole Koller           |
| 2016 | Ida Jansson            | Lisa Pasteiner     | Martina Berta           |
| 2017 | Laura Stigger          | Loana Lecomte      | Nadia Grod              |
| 2018 | Laura Stigger          | Tereza Sásková     | Harriet Harnden         |
| 2019 | Jacqueline Schneebeli  | Mona Mitterwallner | Helene Marie Fossesholm |
| 2020 | Mona Mitterwallner     | Luisa Daubermann   | Aneta Novotna           |
| 2021 | Line Burquier          | Olivia Onesti      | Sara Cortinovis         |

## Medagliere
| Pos.   | Nazione     | Oro | Argento | Bronzo | Totale |
| ------ | ----------- | --- | ------- | ------ | ------ |
| 1      | Svizzera    | 7   | 2       | 6      | 15     |
| 2      | Francia     | 4   | 5       | 3      | 12     |
| 3      | Austria     | 3   | 3       | 0      | 6      |
| 4      | Svezia      | 2   | 2       | 0      | 4      |
| 5      | Australia   | 2   | 0       | 0      | 2      |
| 6      | Italia      | 1   | 2       | 3      | 6      |
| 6      | Rep. Ceca   | 1   | 2       | 3      | 6      |
| 8      | Polonia     | 1   | 2       | 1      | 4      |
| 9      | Regno Unito | 1   | 1       | 2      | 4      |
| 10     | Ucraina     | 1   | 1       | 0      | 2      |
| 11     | Slovenia    | 1   | 0       | 1      | 2      |
| 12     | Stati Uniti | 1   | 0       | 0      | 1      |
| 12     | Colombia    | 1   | 0       | 0      | 1      |
| 14     | Germania    | 0   | 4       | 5      | 9      |
| 15     | Ungheria    | 0   | 1       | 0      | 1      |
| 15     | Danimarca   | 0   | 1       | 0      | 1      |
| 17     | Sudafrica   | 0   | 0       | 1      | 1      |
| 17     | Norvegia    | 0   | 0       | 1      | 1      |
| Totale | Totale      | 26  | 26      | 26     | 78     |